# Cantone di Langres
Il Cantone di Langres è una divisione amministrativa dell'Arrondissement di Langres.
A seguito della riforma approvata con decreto del 17 febbraio 2014, che ha avuto attuazione dopo le elezioni dipartimentali del 2015, è passato da 22 a 19 comuni.

## Composizione
I 22 comuni facenti parte prima della riforma del 2014 erano:
- Balesmes-sur-Marne
- Champigny-lès-Langres
- Chanoy
- Chatenay-Mâcheron
- Courcelles-en-Montagne
- Culmont
- Faverolles
- Humes-Jorquenay
- Langres
- Marac
- Mardor
- Noidant-le-Rocheux
- Ormancey
- Peigney
- Perrancey-les-Vieux-Moulins
- Saint-Ciergues
- Saints-Geosmes
- Saint-Martin-lès-Langres
- Saint-Maurice
- Saint-Vallier-sur-Marne
- Vauxbons
- Voisines

Dal 2015 i comuni appartenenti al cantone sono i seguenti 19:
- Balesmes-sur-Marne
- Beauchemin
- Champigny-lès-Langres
- Chanoy
- Chatenay-Mâcheron
- Chatenay-Vaudin
- Faverolles
- Humes-Jorquenay
- Langres
- Lecey
- Marac
- Mardor
- Ormancey
- Peigney
- Perrancey-les-Vieux-Moulins
- Saint-Ciergues
- Saint-Martin-lès-Langres
- Saint-Maurice
- Saints-Geosmes